# Bambusana bambusae
Bambusana bambusae är en insektsart som beskrevs av Matsumura 1914. Bambusana bambusae ingår i släktet Bambusana och familjen dvärgstritar. Inga underarter finns listade i Catalogue of Life.